# Cuaespinós de barbeta groga
El cuaespinós de barbeta groga (Certhiaxis cinnamomeus) és una espècie d'ocell de la família dels furnàrids (Furnariidae).
Habita boscos densos dels pantans, manglars i vegetacio baixa a prop de l'aigua, a les terres baixes fins als 500 m, des del nord, centre i est de Colòmbia, nord i centre de Veneçuela i, cap al sud, a través del Brasil, nord, est i sud-est de Bolívia i Paraguai fins Uruguai i nord i nord-est de l'Argentina.